# Tô Vũ (nhạc sĩ)
Tô Vũ (tên thật: Hoàng Phú, 9 tháng 4 năm 1923 – 13 tháng 5 năm 2014) là một nhạc sĩ, giáo sư, nhà nghiên cứu âm nhạc đương đại của Việt Nam. Ông cùng với người anh là nhạc sĩ Hoàng Quý đã có mặt từ những ngày đầu tiên của tân nhạc Việt Nam đồng thời là những thành viên sáng lập ra nhóm Đồng Vọng, đại diện cho âm phái Hải Phòng. Nghệ danh Tô Vũ là do các bạn văn nghệ đặt cho ông, mượn tên của nhà ngoại giao Tô Vũ thời Hán Vũ Đế ở Trung Quốc. Ông được tặng Giải thưởng Nhà nước về Văn học Nghệ thuật đợt 1 (năm 2001).

## Thân thế và sự nghiệp
Tô Vũ sinh ngày 9 tháng 4 năm 1923 tại phủ Lạng Thương, tỉnh Bắc Giang nhưng từ khi còn nhỏ ông đã chuyển về sống tại Hải Phòng cùng bốn người anh em ruột của mình. Hoàng Phú ít hơn người anh Hoàng Quý ba tuổi. Mẹ mất sớm, bố đi làm xa nên chủ yếu gửi tiền về nuôi các anh em ông. Trong số các anh em, Hoàng Quý và Hoàng Phú đặc biệt say mê âm nhạc. Hai anh em học được những kiến thức âm nhạc đầu tiên (violin) qua một phụ nữ người Pháp tên Leprêtre là chủ cửa hiệu Orphée, chuyên bán nhạc cụ và sách nhạc Tây ở Hải Phòng thời đó. Tuy nhiên, người tích cực khuyến khích hai anh em họ Hoàng đi theo "âm nhạc cải cách" (tân nhạc) là thầy dạy môn văn chương Pháp tên là Ngô Đình Hộ (tức nhạc sĩ Lê Thương), để cùng thầy biểu diễn trong các tiết mục văn nghệ của trường.
Năm 1939, Hoàng Quý và Hoàng Phú (Tô Vũ) quy tụ một số bạn bè trong đó có Phạm Ngữ, Canh Thân và Văn Cao để lập ra nhóm nhạc Đồng Vọng. Nhóm Đồng Vọng sinh ra từ phong trào hướng đạo sinh do Hoàng Quý làm trưởng nhóm, lập ra với ý nghĩa như là tiếng gọi tập hợp thanh niên lại với nhau. Từ phương châm này, nhóm Đồng Vọng đã góp phần cổ suý cho nền tân nhạc Việt Nam. Nhóm sáng tác được khoảng 60 ca khúc mang nội dung ca ngợi đất nước, ca ngợi truyền thống anh hùng dân tộc. Ngoài ra, một số tình khúc của nhóm như Cô láng giềng của Hoàng Quý và Bến xuân của Văn Cao cho đến nay vẫn được coi như những tuyệt phẩm của nền tân nhạc Việt Nam. Hoạt động của nhóm trong làng âm nhạc Việt Nam thời tiền chiến từng tạo nên tiếng vang và để lại ảnh hưởng đáng kể đến sự phát triển của nền âm nhạc hiện đại Việt Nam. 
Cũng như người anh Hoàng Quý, Hoàng Phú sớm tham gia Việt Minh. Kháng chiến chống thực dân Pháp bùng nổ tại miền Bắc, Hoàng Phú gia nhập Ban Văn nghệ tuyên truyền Kiến An (Hải Phòng), còn Hoàng Quý cũng tích cực sáng tác và hoạt động cách mạng. Các ca khúc Cảm tử quân, Sa trường hành khúc của ông đã ra đời trong giai đoạn này. Nhưng vì mắc bệnh nan y nên Hoàng Quý đã qua đời giữa năm 1946 khi mới 26 tuổi. Khi đó Hoàng Phú vẫn hoạt động cách mạng trên địa bàn Hải Phòng. Ca khúc nổi tiếng nhất của ông là Em đến thăm anh một chiều mưa được sáng tác vào năm 1947, khi đơn vị của ông đang công tác tại huyện Tiên Lãng (Hải Phòng). Cũng trong thời kỳ này, nghệ danh Tô Vũ của Hoàng Phú đã được các bạn bè cùng hoạt động trong lĩnh vực văn nghệ đặt cho ông.
Dù nhận được học bổng du học Pháp nhưng do anh trai là nhạc sĩ Hoàng Quý mất sớm nên Hoàng Phú quyết định ở lại Hải Phòng để lo cho những người em còn lại. Ông xin vào dạy hợp đồng ở trường Bình Chuẩn (tiền thân là Trường Bonnal, nay là Trường Trung học phổ thông Ngô Quyền). Năm 1948, Hoàng Phú được chọn là đại biểu của Chiến khu 3 đi dự Đại hội Văn hóa Văn nghệ toàn quốc lần thứ nhất. Năm 1950, Viện Nghiên cứu Văn hoá Nghệ thuật được thành lập, Tô Vũ được mời tham gia trong ban nghiên cứu âm nhạc do nhạc sĩ Văn Cao làm trưởng ban.
Khác với nhiều tên tuổi của thời kỳ đầu tân nhạc Việt Nam (nhạc tiền chiến) không còn hoặc ít sáng tác về sau, Tô Vũ vẫn tiếp tục sáng tác trong giai đoạn chiến tranh sau này, nổi bật là các ca khúc như Cấy chiêm, Nhớ ơn Hồ Chí Minh và Như hoa hướng dương. Bên cạnh viết bài hát, ông còn sáng tác nhạc cho các loại hình sân khấu như tuồng, chèo, cải lương, múa rối,... và cho điện ảnh. Ông có nhiều công trình nghiên cứu về chèo, cồng chiêng, đàn đá, thang âm – điệu thức và âm nhạc dân gian Việt Nam.
Ông cũng từng đảm nhiệm cương vị Viện trưởng Viện âm nhạc cơ sở II tại Thành phố Hồ Chí Minh, Thư ký Đoàn Nhạc sĩ Khu III đầu kháng chiến chống thực dân Pháp và là một trong những người đầu tiên góp phần xây dựng Trường Âm nhạc Việt Nam (Nhạc viện Quốc gia sau này). Ông còn là một nhà nghiên cứu có thâm niên và uy tín trong lĩnh vực âm nhạc dân tộc (nhạc truyền thống) cũng như âm nhạc hiện đại. Bên cạnh đó, ông cũng có công lớn trong việc đào tạo nhiều tài năng thế hệ sáng tác nhạc sau này. Sau sự kiện 1975, ông chuyển vào Thành phố Hồ Chí Minh và làm Viện phó Viện Nghiên cứu Âm nhạc, phụ trách bộ phận phía nam.
Ông được Nhà nước Việt Nam tặng Giải thưởng Nhà nước về văn học nghệ thuật đợt 1 (năm 2001).
Tô Vũ qua đời hồi 3 giờ 30 phút, ngày 13 tháng 5 năm 2014 tại nhà riêng ở Thành phố Hồ Chí Minh, hưởng thọ 92 tuổi.

## Một số tác phẩm

### Thanh nhạc và khí nhạc
- Em đến thăm anh một chiều mưa (1947)
- Tạ từ
- Tiếng chuông chiều thu
- Cấy chiêm
- Nhớ ơn Hồ Chí Minh
- Tiếng hát thanh xuân
- Như hoa hướng dương
- Ngày xưa (Hoàng Phú)
- Vọng Tô Châu (lời Việt)
- Những cánh buồm theo gió Đảng
- Hoàng hôn trên xóm nhỏ
- Nông thôn đổi mới (tác phẩm khí nhạc, hợp soạn cùng Tạ Phước)

### Ấn phẩm
- Sức sống của nền âm nhạc truyền thống Việt Nam (Nhà xuất bản Âm nhạc, 1995)
- Băng nhạc Tô Vũ và Tuyển chọn ca khúc Tô Vũ (DIHAVINA và Hội Nhạc sĩ Việt Nam phát hành)
- KỸ THUẬT SOẠN BÀI HÁT -

KUY SƠN xuất bản năm 1956 tại Hà Nội.